# إبراهيم الاسكوبي
إبراهيم الاسكوبي، هو إبراهيم بن حسن بن حسين بن رجب الاسكوبي (1848 - 1913 )، شاعر من المدينة المنورة ولد وتوفي فيها وقام برحلات كثيرة إلى اليمن ونجد ومصر والشام والهند وتركية ، وطالت إقامته بمكة فكان جليس أميرها الشريف عون الرفيق وأحد شعرائه.

## شعره
وصف القطار، وألف مزدوجة ضمنها مفاخرة بين وابور البر ووابور البحر، وقد طبعت على نفقة الشيخ ماجد كردي. كما امتاز بشعره السياسي ووعيه الإسلامي ونقده لحكام الترك وتنبيهه للعرب والمسلمين. نشر الاسكوبي شعره في جرائد عربية عديدة منها البلاغ البيروتية.

## دواوينه الشعرية
- ديوان إبراهيم الأسكوبي طُبع أول مرة سنة 1409هـ/1989 في المدينة المنورة.[1]

## انظر ايضاً
- المدينة المنورة

## وصلات خارجية
- الأسكوبيان الشعر والموقف.